# Операція «ЗУР-215»
Операція «ЗУР-215» — кодова назва операції з випробування ядерного вибуху, яка була проведена в СРСР 19 січня 1957 року на ракетному полігоні Капустин Яр, що в північно-західній частині Астраханської області Росії і в західній частині Гур'євської та Західноказахстанської областей Казахстану.

## Випробування
В ході цієї операції проводилися державні випробування зенітної керованої ракети ЗУР-215 з ядерним зарядом (ядерною бойовою частиною (БЧ) потужністю 10 кт, яка була запущена по радіовідповідачу, який опускався на парашуті і грав роль мішені. Досягнувши радіовідповідача, ракета вибухнула на висоті 10 370 м і вразила літаки-мішені: 2 бомбардувальники Іл-28. За іншими даними літаки не були збиті ядерним вибухом, а були добиті зенітними ракетами зі звичайним бойовим зарядом. Це був перший високо-повітряний ядерний вибух в СРСР.
Метою цієї операції було вивчення впливу вражаючих факторів високо-повітряного ядерного вибуху на літаки, які летять в щільному строю, а також на наземні споруди.
Для вимірювання параметрів високо-повітряного ядерного вибуху в районі дослідного поля були встановлені різні вимірювальні датчики ударної хвилі, кіно-, фото-апаратура та інші вимірювальні прилади. Оптичні спостереження здійснювалися з чотирьох напрямків. Також вимірювання вибуху проходило і в повітрі, за допомогою контейнерів, випущених завчасно з літаків забезпечення, і які спускалися на парашутах. Мішені, для враження, імітували два бомбардувальники Іл-28, керовані за допомогою радіокерування. У момент вибуху літаки перебували на відстанях приблизно 500 м і 1000 м від центру ядерного вибуху. Літаки-мішені були запущені з аеродрому «Володимирівка», в місті Ахтубінськ.